# Erdfunkstelle
Eine Erdfunkstelle (kurz: ErdFuSt; englisch earth station) ist gemäß Definition der Internationalen Fernmeldeunion eine Funkstelle, die sich entweder auf der Erdoberfläche oder innerhalb des größten Teils der Erdatmosphäre befindet und die dazu bestimmt ist,
- mit einer oder mehreren Weltraumfunkstellen oder
- mit einer oder mehreren Funkstellen der gleichen Art über einen oder mehrere reflektierende Satelliten oder andere Weltraumkörper Funkverkehr abzuwickeln.

Erdfunkstellen werden bei der Datenübermittlung von Erdbeobachtungssatelliten zunehmend durch Datenrelaissatellitensysteme und satellitengestützte Datenverteilungssysteme ergänzt. Zwar bleibt eine Bodenstation für den Betrieb und den Datenempfang verantwortlich, jedoch vereinfachte sich der Datenzugang für die Nutzer über diese Verteilungssysteme erheblich.

## Klassifikation
Gemäß VO-Funk (Artikel 1) ist diese Funkstelle wie folgt klassifiziert: 

Erdfunkstelle (Artikel 1.63)
- Mobile Erdfunkstelle (Artikel 1.68); Mobilfunkdienst über Satelliten (Artikel 1.25)
- Ortsfeste Erdfunkstelle (Artikel 1.70); fester Funkdienst über Satelliten (Artikel 1.21) oder Mobilfunkdienst über Satelliten
  - Mobile Erdfunkstelle des Landfunkdienstes über Satelliten (Artikel 1.74); mobiler Landfunkdienst über Satelliten (Artikel 1.27)
- Ortsfeste Erdfunkstelle (Artikel 1.72); fester Funkdienst über Satelliten
- Küstenerdfunkstelle (Artikel 1.76); fester Funkdienst über Satelliten / Mobilfunkdienst über Satelliten
- Schiffserdfunkstelle (Artikel 1.78); Mobilfunkdienst über Satelliten
- Bodenerdfunkstelle (Artikel 1.82); fester Funkdienst über Satelliten / mobiler Flugfunkdienst über Satelliten (Artikel 1.35)
- Luftfahrzeugerdfunkstelle (Artikel 1.84); mobiler Flugfunkdienst über Satelliten

Auswahl von Erdfunkstellen:

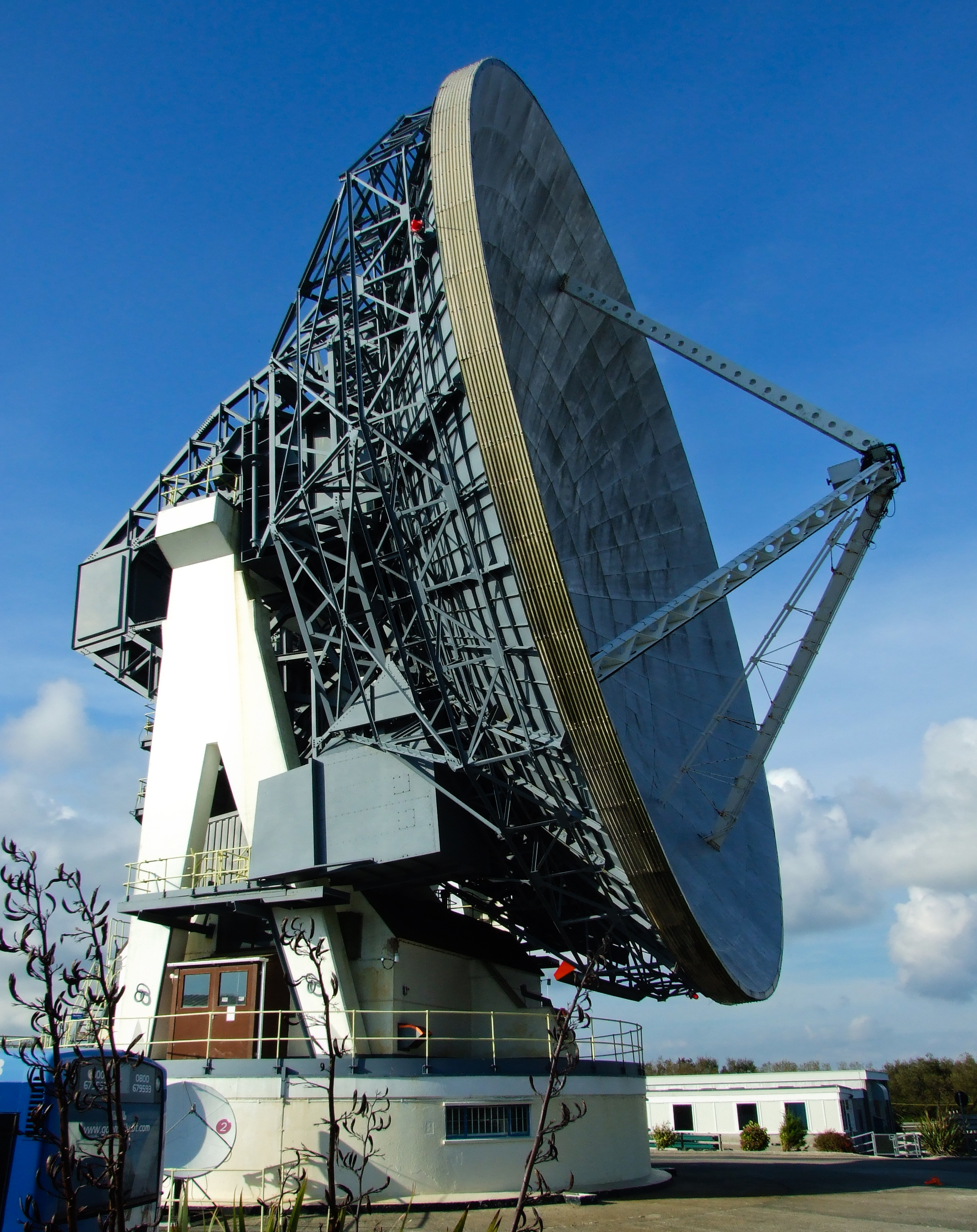
Erdfunkstelle 1.63, Goonhilly, England
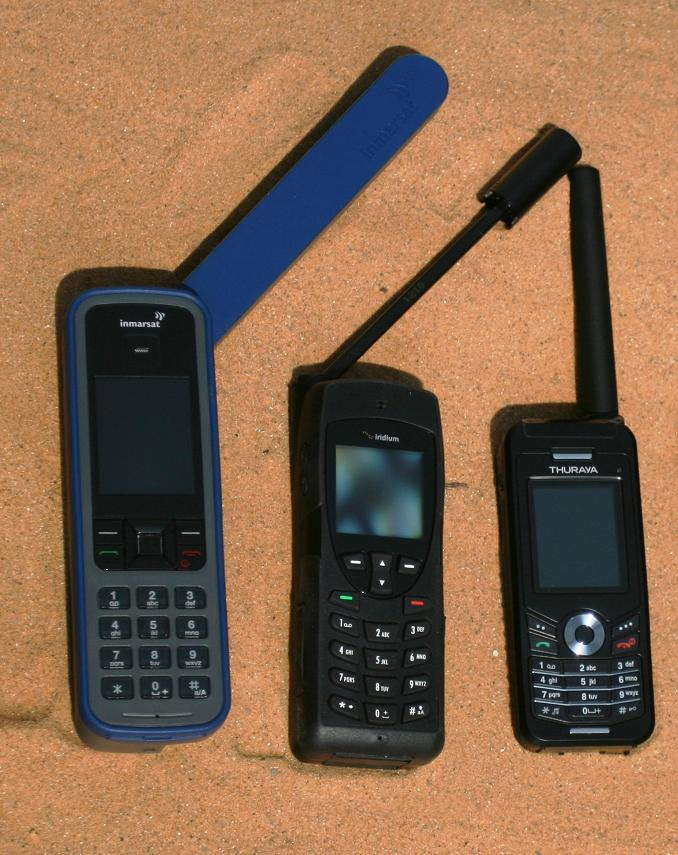
Mobile Erdfunkstelle 1.68
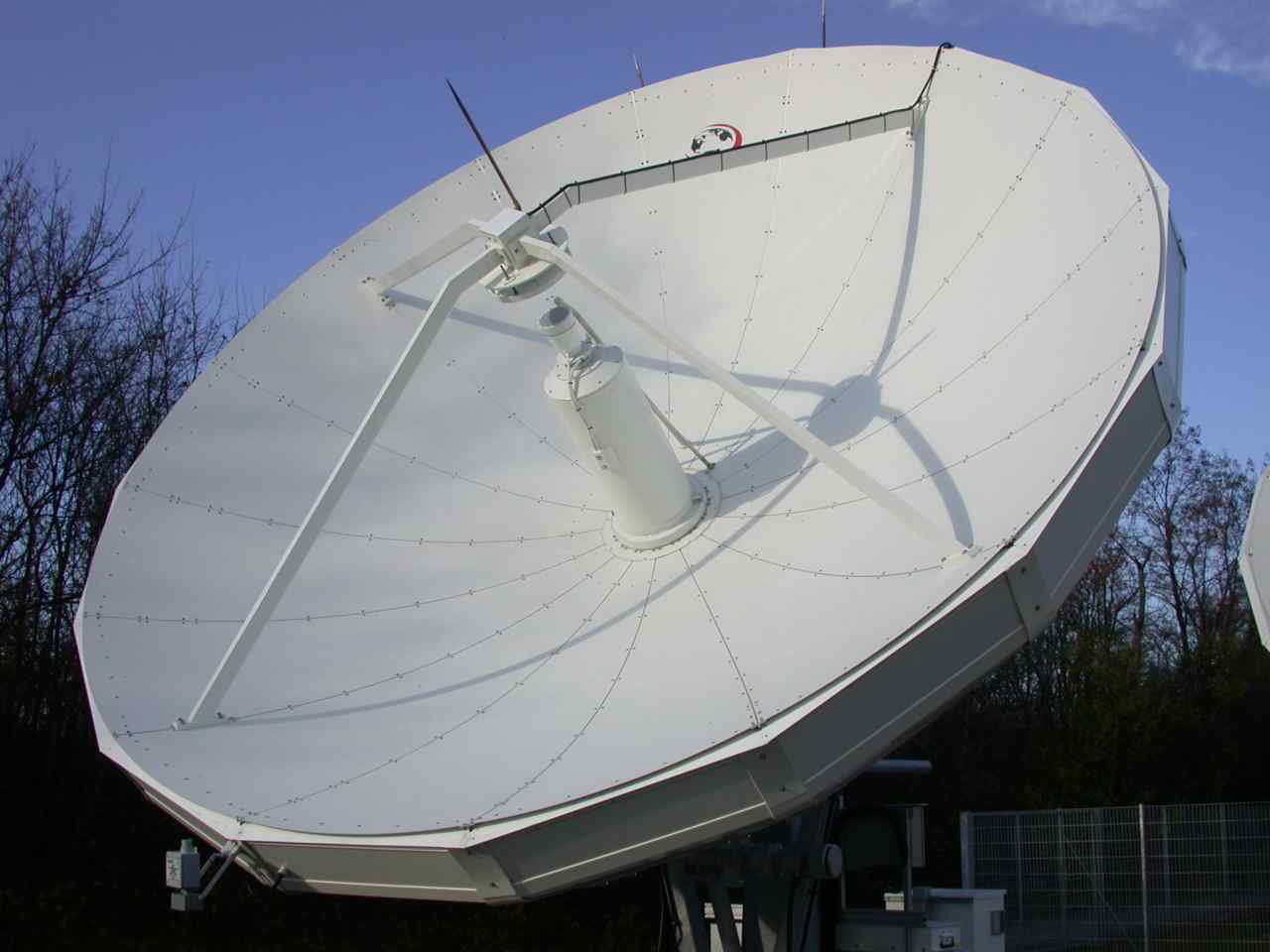
Ortsfeste Erdfunkstelle 1.70, hier: Antenne für Speiseverbindung (uplink)
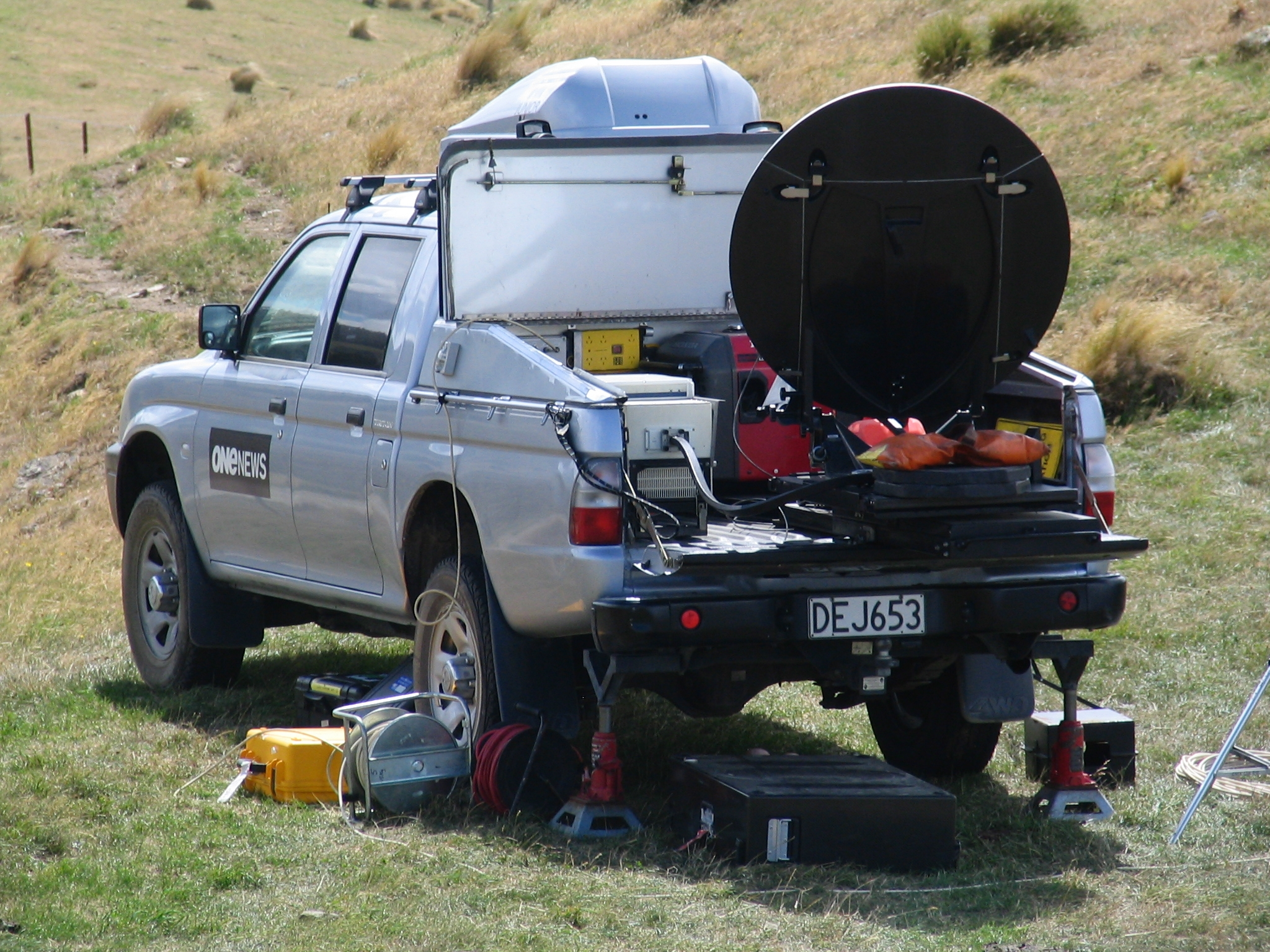
Mobile Erdfunkstelle des Landfunkdienstes über Satelliten 1.74
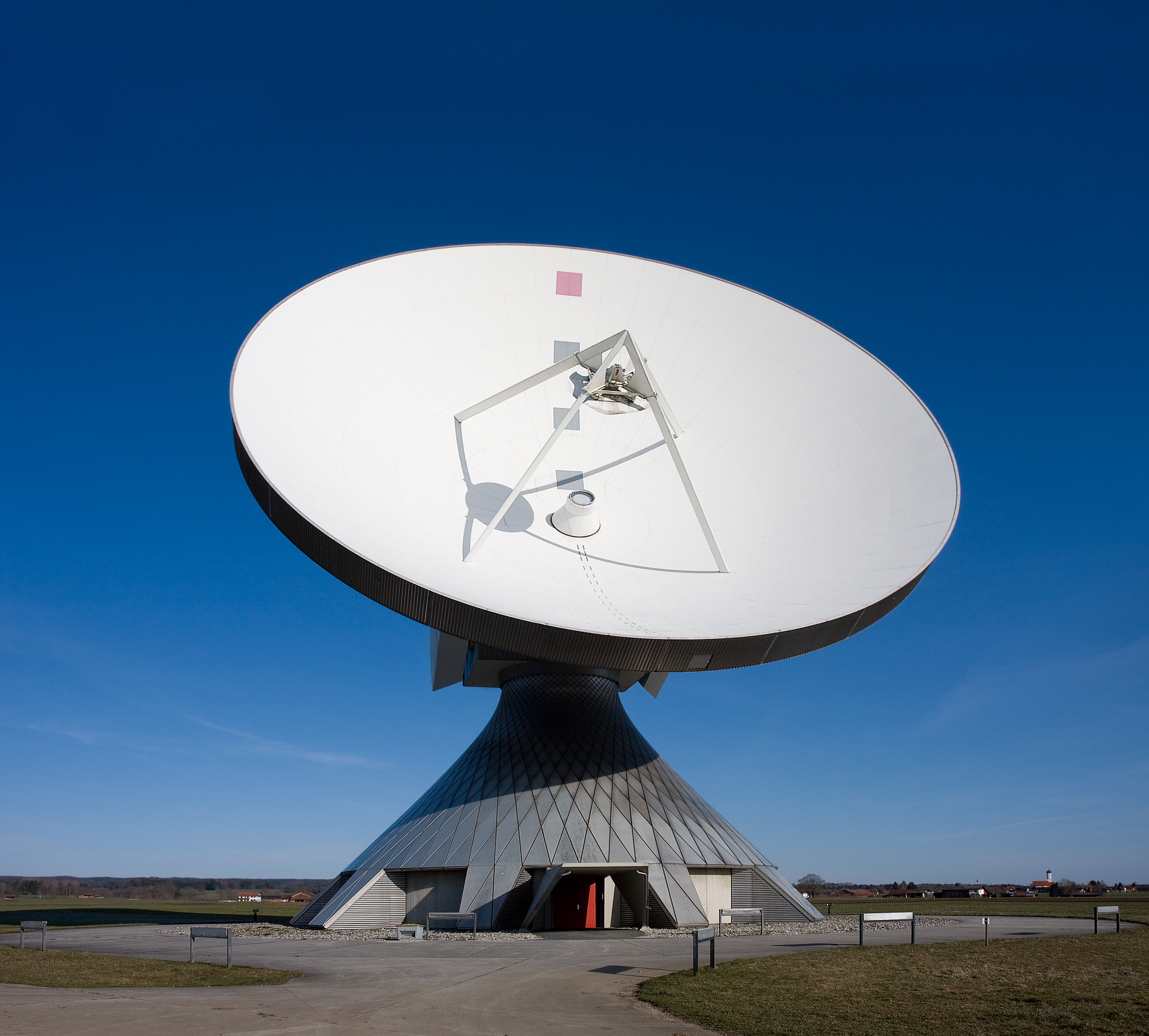
Ortsfeste Landfunkstelle 1.72, hier: Raisting, Deutschland
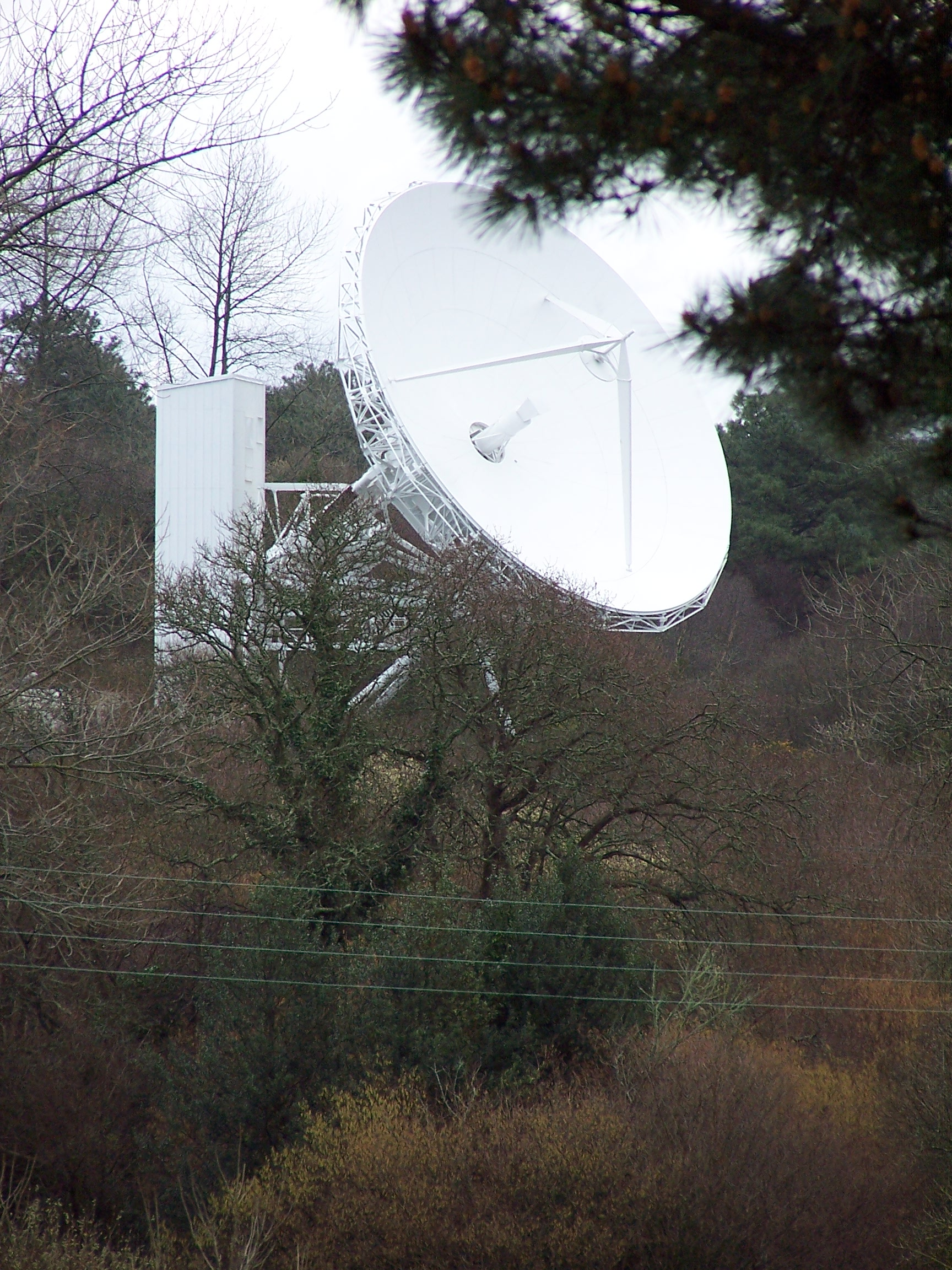
Küstenerdfunkstelle 1.76 Inmarsat, hier: Antenne PB5, Frankreich
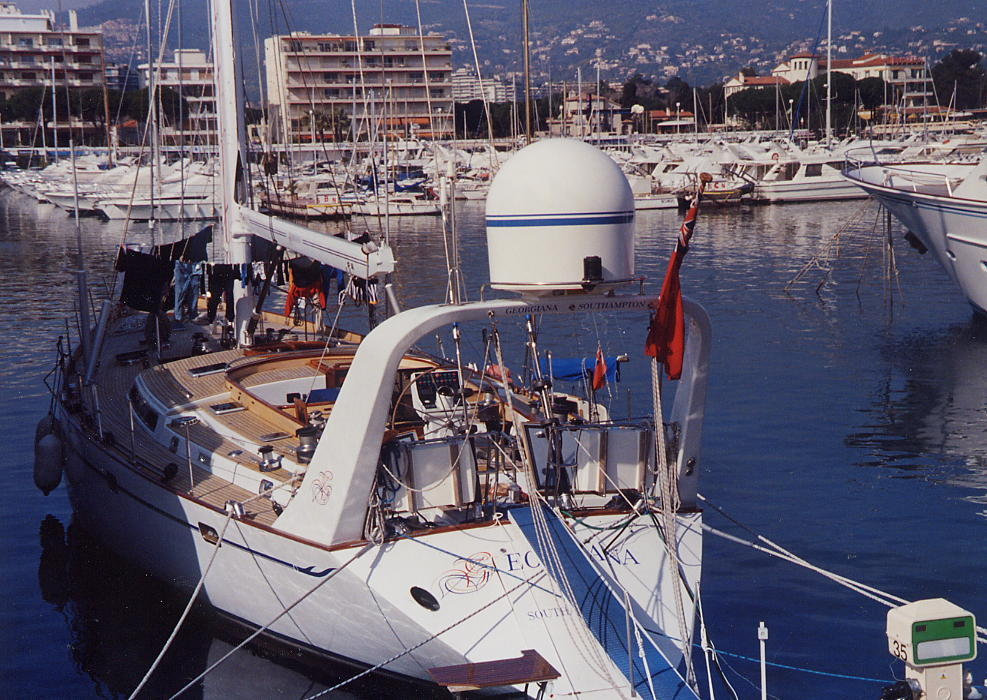
Schiffserdfunkstelle1.78 Inmarsat am Heck einer Yacht
Bodenerdfunkstelle (1.82 links), Luftfahrzeugerdfunkstelle (1.84 rechts)
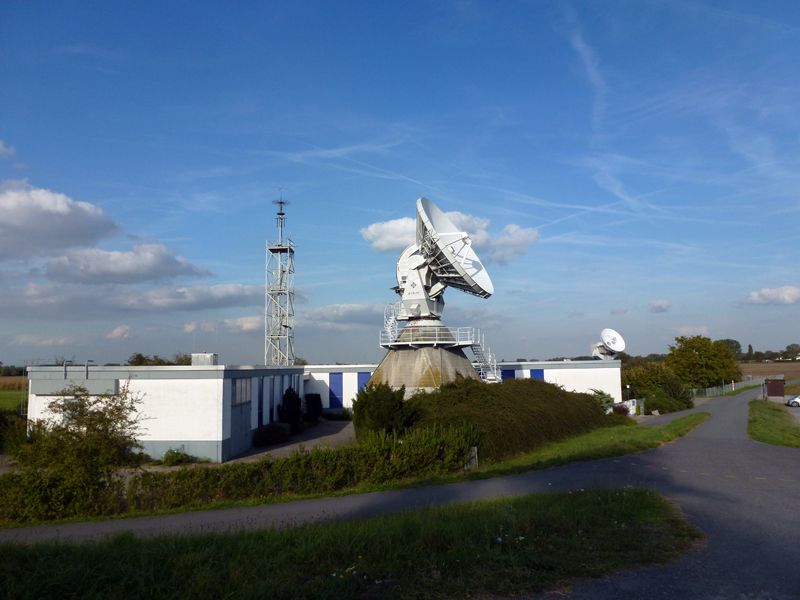
Funkmessstelle für Weltraumfunk, Leeheim

Üblicherweise verfügen Erdfunkstellen über Parabolantennen für den Empfang von Funkwellen bzw. die (Funk-)Ausstrahlung von Funkwellen über Satelliten-Speiseverbindungen (engl. feeder links) in definierten Funkfrequenzbereichen, die dem betreffenden Funkdienst zugewiesen sind und in denen der Erdfunkstelle mindestens eine Funkfrequenz durch die zuständige Frequenzverwaltung zugeteilt wurde. Diese Antennen haben große Antennengewinne, sind im Azimutwinkel und Elevationswinkel frei bewegbar, werden exakt auf einen geostationären Satelliten ausgerichtet, können aber auch der Erdumlaufbahn umlaufender Satelliten folgen.

## Bekannte Erdfunkstellen
Deutschland:
- Erdfunkstelle Fuchsstadt in Unterfranken
- Erdfunkstelle Groß Berkel in Niedersachsen
- Erdfunkstelle Neu Golm, Bad Saarow, Brandenburg
- Erdfunkstelle Raisting am Ammersee, Bayern
- Erdfunkstelle Usingen, Hochtaunus, Hessen
- Erdfunkstelle Wannsee, Berlin
- Funkmessstelle für Weltraumfunk, Leeheim

Österreich:
- Erdfunkstelle Aflenz, Aflenz Land

Schweiz:
- Die von der Swisscom betriebenen Erdfunkstellen in Leuk, Zürich, Basel und Genf wurden 2001 aufgegeben bzw. (Leuk) verkauft.[3]

## Verwandte Themen
- Radioteleskope haben Parabolspiegel wie die Antennen der Erdfunkstelle, dienen jedoch als reine Empfänger (bei Radarastronomie auch Sender) der Beobachtung verschiedener natürlicher Radioquellen im All wie z. B. Quasare und Pulsare. Radioteleskope können dabei auch die Signale von Satelliten und Raumfahrzeugen empfangen.
- Satellitenstationen dienen der geodätischen Beobachtung von künstlichen Erdsatelliten.
- TT&C dient zur Bahnbestimmung und Bahnkontrolle von Satelliten und Raketen während und nach der Startphase.
- Deep-Space-Stationen sind für die Kommunikation mit interplanetaren Raummissionen bestimmt, werden aber auch für Missionen zum Mond und zu den Lagrange-Punkten eingesetzt.